# 基斯洛耶湖 (大盧基區)
56°22′35″N 30°21′59″E / 56.37639°N 30.36639°E
基斯洛耶湖（俄语：Кислое），是俄羅斯的湖泊，位於該國西北部，由普斯科夫州負責管轄，處於大盧基區，面積3.1平方公里，集水區面積30.5平方公里，平均水深3.5米，最大水深10米。